# Acacia stenoptera
Acacia stenoptera là một loài thực vật có hoa trong họ Đậu. Loài này được Benth. miêu tả khoa học đầu tiên.
Loài này là loài đặc hữu ở phía tây nam của Tây Úc.
Đây là một loại cây bụi cứng và gai thường phát triển đến chiều cao 0,2 đến 0,7 mét (0,7 đến 2,3 ft) [2] nhưng có thể đạt tới 2 m (7 ft).